# Рашайд
Рашайд (нем. Rascheid) — община в Германии, в земле Рейнланд-Пфальц. 
Входит в состав района Трир-Саарбург. Подчиняется управлению Хермескайль.  Население составляет 516 человек (на 31 декабря 2010 года). Занимает площадь 8,05 км².